# Локомотивне депо (зупинний пункт)
Локомотивне депо (біл. Лакаматыўнае Дэпо) — зупинний пункт Барановицького відділення Білоруської залізниці в Берестейській області. Розташований у місті Барановичі; на лінії Барановичі-Центральні — Берестя-Центральний, між станціями Барановичі-Центральні та Грицевець.